# Palau de gel d'Anvers
El Palau de gel d'Anvers era un pavelló esportiu situat a Anvers que va acollir les proves d'hoquei sobre gel i patinatge artístic dels Jocs Olímpics de 1920. La pista tenia 51 metres de llarg per 17,8 d'ample. El 2016 va ser demolit.